# والتر چو
والتر چو (انگلیسی: Cho Won-tae؛ زادهٔ ۲۵ ژانویهٔ ۱۹۷۶) کارآفرین و مدیر اجرایی اهل کره جنوبی است، که هم‌اکنون به‌عنوان مدیرعامل اتحادیه اسکای‌تیم فعالیت می‌کند. وی همچنین از اعضای انجمن بین‌المللی حمل‌ونقل هوایی می‌باشد.